# Kareeberg
Kareeberg es un municipio local sudafricano situado en el distrito de Pixley ka Seme, en la provincia de Cabo Septentrional.

## Superficie
Kareeberg tiene una superficie de 17 701 km².

## Demografía
En 2022, tenía 10 961 habitantes, una densidad poblacional de 0,61 hab./km², y 2677 viviendas.